# تاز اسکایلر
طارق یاسین اسکایلر (انگلیسی: Tarek Yassin Skylar؛ زادهٔ ۵ دسامبر ۱۹۹۵) بازیگر و فیلم‌نامه‌نویس اسپانیایی-انگلیسی مستقر در لندن و تنریفه است. او در مجموعه نتفلیکس لایو اکشن وان پیس (۲۰۲۳) اثر اقتباسی از مانگایی یا همین نام در نقش سانجی ایفای نقش کرده‌است.